# Sigurd Magnussøn
Sigurd Magnussøn, född 14 december 1889 i Skien, död 12 november 1961, var en norsk skådespelare.
Åren 1921–1922 drev han experimentteatern Intimteatret, där Agnes Mowinckel debuterade som regissör och Olafr Havrevold som skådespelare.

## Filmografi
- 1935 – Samhold må til (kortfilm)
- 1937 – Tattarbruden
- 1939 – Gjest Baardsen – en norsk Lasse-Maja
- 1939 – Gryr i Norden
- 1940 – Tørres Snørtevold
- 1941 – Den kärleken, den kärleken!
- 1941 – Gullfjellet
- 1941 – Nygifta
- 1942 – Nordlandets våghals
- 1946 – Jag var fånge på Grini
- 1946 – Englandsfarare
- 1947 – Sankt Hans fest
- 1951 – Storfolk og småfolk
- 1952 – Andrine og Kjell
- 1952 – Trine!
- 1953 – Flukt fra paradiset
- 1954 – Portrettet
- 1954 – I moralens navn

## Teater

### Regi (ej komplett)
| År   | Produktion                  | Upphovsmän                                 | Teater         |
| ---- | --------------------------- | ------------------------------------------ | -------------- |
| 1935 | Gatumusikanter Stratenmusik | Paul Schurek Översättning Rudolf Wendbladh | Blancheteatern |